# Yaroslav Hunka
Yaroslav Hunka (en ukrainien : Ярослав Гунька (Iaroslav Hounka)), né le 19 mars 1925 à Urmań (en) (alors en Pologne, maintenant en Ukraine), est un vétéran ukrainien de la Seconde Guerre mondiale ayant combattu comme volontaire du côté de l'Allemagne nazie au sein de la 14e division SS (galicienne no 1) de la Waffen-SS. Engagé volontaire en 1943, il émigre au Canada après la guerre.
En septembre 2023, Hunka fait la une de la presse mondiale après avoir reçu une ovation debout de la part de la Chambre des communes du Canada en présence du premier ministre canadien, Justin Trudeau, et du président ukrainien, Volodymyr Zelensky. Les services de sécurité révèlent le passé de Hunka au sein de la Waffen-SS et le président de la Chambre des communes du Canada, Anthony Rota, présente ses excuses à la communauté juive mondiale. Au moment des faits, Hunka est âgé de 98 ans, retraité et vit à North Bay, en Ontario.

## Biographie
Yaroslav Hunka naît à Urmań (en) en république de Pologne (aujourd'hui Ourman en Ukraine) vers 1925.
En 1943, il se porte volontaire pour rejoindre la 14e division (galicienne no 1) de la Waffen-SS, une nouvelle unité composée en majorité de volontaires ukrainiens recrutés en Galicie. Pendant son séjour au sein de la « Waffen-SS-Division Galizien », il est photographié en train de s'entraîner à Munich et à Neuhammer (aujourd'hui Świętoszów en Pologne). En 1944, Hunka est déployé pour combattre l'Armée rouge sur le front de l'Est. Heinrich Himmler s'adresse à la division en 1944 en mentionnant le génocide des Juifs et en affirmant que le régiment est prêt à « liquider les Polonais »,.
En 1946, le Tribunal militaire international de Nuremberg a jugé que les Waffen-SS étaient une organisation criminelle, responsable d'atrocités de masse, notamment « la persécution et l'extermination des Juifs, les brutalités et les meurtres dans les camps de concentration, les excès dans l'administration des territoires occupés, l'administration du programme de travail forcé, ainsi que des mauvais traitements et du meurtre de prisonniers » et que tous ses membres volontaires étaient coupables de crimes de guerre,.
Le professeur Dominique Arel de la chaire d'études ukrainiennes à l'Université d'Ottawa a déclaré à CBC News que des milliers de volontaires ukrainiens avaient été attirés par la division et que beaucoup d'entre eux aspiraient à ce que cela puisse aider à obtenir l'indépendance de l'Ukraine des Soviétiques. Selon lui, il était « difficile d'établir avec précision » si des groupes spécifiques de la division avaient participé à des atrocités, mais il a déclaré qu'au moment où l'unité de Hunka atteindrait le front, les opérations allemandes liées à l'Holocauste auraient pris fin dans cette région. Il a toutefois ajouté que la division galicienne avait été impliquée dans le meurtre de civils polonais.
Après la fin de la guerre en Europe, Hunka est un réfugié au Royaume-Uni puis émigre au Canada et rejoint la communauté ukraino-canadienne. Il reste actif dans les cercles d'anciens combattants de la Waffen-SS et tient un blog où, au début des années 2010, il décrit les années 1941 à 1943 comme les années les plus heureuses de sa vie, citant « la compagnie de charmantes filles, amis négligemment joyeux, soirées parfumées dans le luxueux parc du château et promenades dans la ville » comme points forts.
En outre, il compare les vétérans de la division « SS Galicie » aux Juifs, arguant que les deux groupes avaient été répartis en diasporas mondiales depuis leur pays d'origine et ne pouvaient revenir qu'après plusieurs années d'exil. Hunka vit à North Bay, en Ontario. Le 7 mai 2022, il participe à un rassemblement à Grand Sudbury pour protester contre l'invasion russe de l'Ukraine. À cette occasion, il déclare à CTV News que « la destruction est tout simplement incroyable mais il faudra des années et des années pour reconstruire… Mais les Ukrainiens gagneront et que Dieu bénisse l'Ukraine et je prie pour cela. »
Les actions de la division Waffen-SS Galicie ont été minimisées au Canada. Ses admirateurs ont tenté de présenter la division comme une force patriotique ukrainienne, en dépit du fait qu'elle a collaboré avec les nazis et a été impliquée dans diverses atrocités, notamment le meurtre de Juifs, d'Ukrainiens et de Polonais. La Waffen-SS Galicie est représentée comme une lutte non pas pour l'Allemagne nazie, mais pour l'indépendance de l'Ukraine, même s'il n'y a jamais eu de possibilité de lutter pour une quelconque indépendance ukrainienne, ils ont combattu sous commandement allemand jusqu'à la fin de la Seconde Guerre mondiale.

## Ovation de la Chambre des communes du Canada
Le 22 septembre 2023, Yaroslav Hunka se rend à la Chambre des communes du Canada pour assister au discours du président ukrainien, Volodymyr Zelensky, à l'invitation du président de la Chambre, Anthony Rota, Hunka étant un habitant de sa circonscription. Après le discours de Zelensky, Rota prend la parole et le présente comme « un vétéran ukraino-canadien de la Seconde Guerre mondiale qui s'est battu pour l'indépendance de l'Ukraine contre les Russes » et « un héros ukrainien et un héros canadien » membre de la « 1re division ukrainienne ». Après cet éloge, la Chambre des communes offre une ovation debout à Hunka,.
Les réactions à l'événement font la une des journaux internationaux. L'association Amis du centre Simon-Wiesenthal demande des excuses et des explications et rappelle que « la 14e division Waffen Grenadier de la SS, une unité militaire nazie dont les crimes contre l'humanité pendant l'Holocauste sont bien documentés », est « responsable du massacre de civils innocents avec un niveau de brutalité et de méchanceté inimaginable », faisant référence à des événements tels que le massacre de civils polonais à Huta Pieniacka en 1944, bien que l'implication réelle de la 14e division SS dans ce massacre soit encore controversée.
Dans une déclaration publiée le 24 septembre, Rota accepte la responsabilité d'avoir invité Hunka à la cérémonie et déclare : « Je tiens particulièrement à présenter mes plus sincères excuses aux communautés juives du Canada et du monde entier. J'accepte l'entière responsabilité de mon acte ». Ann-Clara Vaillancourt, porte-parole de Justin Trudeau, qualifie les excuses de Rota de « bonne chose à faire » et souligne la responsabilité de Rota dans l'invitation de Hunka à la cérémonie. Ayant initialement tenté de rester en poste, il annonce sa démission le 26 septembre 2023, après avoir perdu la confiance de tous les partis politiques de la Chambre des communes.
Le 28 septembre 2023, les députés adoptent une motion demandant au comité permanent de la procédure et des affaires de la Chambre d'étudier comment cet événement a pu se produire.

## Demande d'extradition polonaise
Toutefois, un ministre polonais a déclaré le 26 septembre 2023 qu'il souhaite entreprendre des démarches en vue de l'extradition de Yaroslav Hunka vers la Pologne.

## Demande d'extradition russe
Le 18 octobre 2023, lors d'une réunion avec des collègues biélorusses, le ministre de la Défense de la Russie Sergueï Choïgou a demandé l'extradition de Hunka afin de le traduire en justice pour les crimes qu'il avait commis pendant la Seconde Guerre mondiale.